# Харсенойское сельское поселение
Харсенойское се́льское поселе́ние — муниципальное образование в Шатойском районе Чеченской Республики Российской Федерации.
Административный центр — село Харсеной.

## География
Находится на юге республики в Аргунском ущелье.

## Население
| 2010 | 2012 | 2013 | 2014 | 2015 | 2016 | 2017 |
| ---- | ---- | ---- | ---- | ---- | ---- | ---- |
| 187  | ↗194 | ↘184 | ↘180 | ↘165 | ↘159 | ↘154 |
| 2018 | 2019 | 2020 | 2021 | 2023 | 2024 |      |
| ↗162 | ↗163 | →163 | ↗190 | ↗199 | ↗204 |      |

## Состав сельского поселения
| № | Населённый пункт | Тип населённого пункта       | Население |
| - | ---------------- | ---------------------------- | --------- |
| 1 | Малый Харсеной   | село                         | ↗27       |
| 2 | Харсеной         | село, административный центр | ↗160      |